# Lindeskovkirken
Lindeskovkirken ligger i den sydlige udkant af Nykøbing Falster (Region Sjælland).

## Eksterne kilder og henvisninger
- Lindeskovkirken på KortTilKirken.dk